# (6433) Enya
(6433) Enya est un astéroïde de la ceinture principale.

## Description
(6433) Enya est un astéroïde de la ceinture principale. Il fut découvert par Antonín Mrkos le 18 novembre 1978 à l'observatoire Klet'. Il présente une orbite caractérisée par un demi-grand axe de 2,3876 UA, une excentricité de 0,2175 et une inclinaison de 8,6264° par rapport à l'écliptique.
Il fut nommé en hommage à la chanteuse irlandaise Enya.

## Compléments